# پریبوی (لسکوواتس)
پریبوی (به صربی: Priboj) یک منطقهٔ مسکونی در صربستان است که در لسکواس واقع شده‌است. پریبوی ۶۴۲ نفر جمعیت دارد.